# Die Glocke (теорія змови)
Die Glocke (з нім. «Дзвін») — був нібито надсекретним науково-технологічним пристроєм, диво-зброєю або вундерваффе, розробленим у 1940-х роках у нацистській Німеччині. Чутки про цей пристрій зберігалися протягом десятиліть після Другої світової війни і були використані як сюжетний троп у фантастичному романі «Блискавка» Діна Кунца (1988). Вперше повністю описаний польським журналістом і письменником Ігорем Вітковським у його книзі «Правда про Вундерваффе» (пол. Prawda o Wunderwaffe) (2000), пізніше його популяризував військовий журналіст і письменник Нік Кук, який пов'язував його з нацистським окультизмом, антигравітацією та дослідженням придушення вільної енергії. Мейнстрімні оглядачі критикували заяви про «Die Glocke» як псевдонаукові, «перероблені» чутки та містифікацію. Die Glocke та інша нібито існуюча нацистська «чудо-зброя» була інсценована у відеоіграх, телевізійних шоу та романах.

## Історія

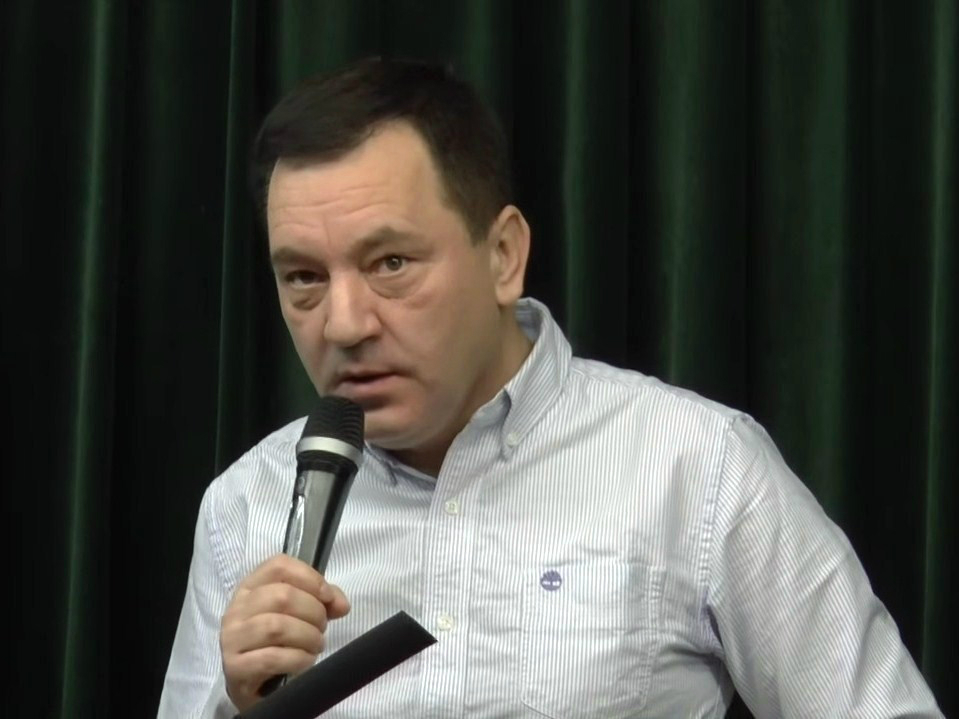
Польський автор

У своїй книзі 2001 року «Полювання за нульовою точкою» (англ. The Hunt for Zero Point) автор Нік Кук визначив, що твердження про Die Glocke виникли в польській книзі «Правда про Вундерваффе» (пол. Prawda o Wunderwaffe) Ігоря Вітковського 2000 року. Кук описав твердження Вітковського про пристрій під назвою «Дзвін», розроблений нацистськими вченими, який був «світячим обертовим пристроєм», який, за чутками, мав «якийсь антигравітаційний ефект», був «машиною часу» або частиною «антигравітаційної програми СС» для літаючої тарілки.
За словами Кука, Die Glocke мав форму дзвона, приблизно 4 метри у висоту та 3 метри у діаметрі, і включав "два високошвидкісні циліндри, що оберталися в протилежних напрямках, наповнені пурпуровою рідкою металевою речовиною, яка мала бути високорадіоактивною, під кодовою назвою «Xerum 525». Кук розповідає про те, що «вчені та техніки, які працювали над дзвоном і не померли від його дії, були знищені СС наприкінці війни, а пристрій було переміщено в невідоме місце». Кук припустив, що чиновник СС Ганс Каммлер пізніше таємно продав цю технологію американським військовим в обмін на свою свободу. Вітковський припустив, що бетонне кільце під назвою «Хендж» поблизу Вацлавської шахти, побудоване в 1943 або 1944 роках і яке віддалено нагадує Стоунгендж, використовувалося для «прив'язки» дзвону під час випробувань. За словами письменника Джейсона Колавіто, споруда є лише залишками звичайної промислової градирні.
Книга Вітковського була перекладена англійською мовою в 2003 році. Він стверджував, що виявив докази Die Glocke під час огляду документів часів Другої світової війни, які були розсекречені польським урядом, що спонукало його до додаткових досліджень за допомогою архівів та інтерв'ю. Першим документом, який нібито надав Вітковському неназваний польський урядовець, було свідчення під присягою з судового процесу щодо воєнних злочинів генерала Якоба Шпорренберга, який нібито зізнався у замовленні вбивства близько 60 осіб, які знали про секретний проект. Курт Г. Дебус, Вернер фон Браун і Вальтер Герлах також нібито були причетні до досліджень з Die Glocke. Вітковський стверджує, що проект Die Glocke був організований у складі підрозділу Ваффен-СС і експлуатувався переважно на об'єктах в Нижній Сілезії. Die Glocke був задуманий на початку 1942 року, а активні експерименти почалися в середині 1944 року.
В'язні концентраційного табору Ґросс-Розен нібито зазнали опромінення від Die Glocke, що призвело до багатьох смертей і проблем зі здоров'ям. Стверджується, що ті, хто вижив у таборі, були свідками випробувань Die Glocke, повідомляючи про яскраве блакитнувате світло від об'єкта.
Вітковскі постулював, що Xerum 525, ймовірно, був опроміненою формою ртуті, яка використовувалася для створення форми плазми, яка була призначена як зброя та/або система двигуна, і яка, можливо, була здатна спотворювати простір-час.

## Сприйняття
Публікація Кука представила тему англійською мовою без критичного обговорення теми. Нещодавно історик Ерік Курландер обговорював цю тему у своїй книзі 2017 року про нацистську езотерику «Монстри Гітлера: Надприродна історія Третього Рейху». За словами рецензента Джуліана Струбе, Курландер «цитує з резервуару післявоєнних теорій змови» і «значною мірою покладається на сенсаційні звіти… змішуючи сучасні джерела з післявоєнною сенсаційною літературою, напівправдою та вигаданими звітами».
За словами рецензента «Salon.com» Курта Клейнера, десятиліття Кука як редактора в «Jane's Defence Weekly» «достатньо, щоб змусити вас поглянути ще раз» на теорії про Die Glocke. Крім того, Кляйнер зазначає, що антигравітацію per se «не можна повністю відкинути», враховуючи, що вона була предметом серйозних досліджень протягом багатьох років, а також погоджується, що дослідники в нацистській Німеччині працювали над високорозвиненою технологією протягом 1940-х років. Тим не менш, Клаєр робить висновок: «Ця історія викликає довірливість. Але якщо ми не шукаємо дешевого гумору, ми сподіваємося, коли беремо таку книгу, що автор, незважаючи на всі обставини, побудує обережну, обґрунтовану та переконливу аргументацію. Кук — не той автор». Кляйнер критикував роботу Кука за те, що вона «вишукує незначні невідповідності та дивні, неоднозначні деталі, які він намагається роздути як докази», охарактеризував процес оцінки заявок Кука як «розплутування науки від псевдонауки», і зробив висновок, що «те, що є повчальним у книзі, — це те, що ми отримуємо розуміння того, як теорії змови спокушають розумних людей».
Скептично налаштований автор Роберт Шеффер критикував книгу Кука як «класичний приклад того, як прясти захоплюючу пряжу, яка майже ні на чому не базується. Він відвідує місця, де, за чутками, ведуться таємні дослідження НЛО та антигравітації…і пише про те, що відчуває та уявляє, хоча не виявляє нічого більш відчутного, ніж необґрунтовані чутки». Шеффер зазначає, що заяви про Die Glocke поширюють уфологи та орієнтовані на змови автори, такі як Джим Маррс, Джозеф П. Фаррелл і прихильник антигравітації Джон Дерінг.
Джейсон Колавіто писав, що твердження Вітковського були «переробленим відображенням» чуток 1960-х років про нацистську окультну науку, подібних до тих, що були опубліковані в «Ранку чарівників», і описує Die Glocke як «пристрій, який мало хто за межами маргінальної культури вважає, що насправді існував». Коротше кажучи, це виглядає як обман або, принаймні, дике перебільшення". Автор Браян Даннінг стверджує, що «Ранок чарівників» допоміг поширити віру в Die Glocke і нацистський окультизм, а його відсутність в історичних записах робить «дедалі малоймовірнішим те, що щось подібне насправді існувало». За словами Даннінга, «все, що ми маємо на шляху доказів, — це анекдотична розповідь із третьої руки про те, що є вкрай неправдоподібним, не підтвердженим ані доказами, ані навіть підтверджуючими розповідями».
Письменник та історик Роберт Ф. Дорр характеризує Die Glocke як одну з «найвигадливіших теорій змови», що виникла в роки після Другої світової війни, і є типовою для фантазій про магічну німецьку зброю, яку часто популяризували в пульп-журналах, таких як «National Police Gazette».
Деякі теорії, поширені на конспірологічних сайтах в Інтернеті, стверджують, що Die Glocke знаходиться в нацистському золотому поїзді, який закопано в тунелі під горою в Польщі. Дункан Роудс, редактор «Nexus», зазначив, що троп «Нацисти на Місяці» пов'язаний з дикими припущеннями про нацистську антигравітаційну технологію, як-от Die Glocke Вітковського.
Журналіст Патрік Дж. Кігер писав, що німецька пропаганда вигаданої Wunderwaffen у поєднанні з секретністю навколо справжніх передових технологій, таких як ракета Фау-2, захопленої наприкінці війни американськими військовими, допомогла породити «сенсаційні викриття довжиною в книгу, веб-сайти та легіони ентузіастів, які захоплюються чутками про зброю, схожу на наукову фантастику, нібито винайдену гітлерівськими науковцями». За словами Кігера, Die Glocke є популярним прикладом таких легенд і припущень, посилаючись на твердження колишнього аерокосмічного інженера Девіда Майри, що якби антигравітаційні пристрої справді існували, німці, відчайдушно прагнучи зупинити просування союзників, використали б їх.